# 巴爾博蒂布爾烏帕齊拉
巴爾博蒂布爾乌帕齐拉是孟加拉国迪納傑布爾縣的一个乌帕齐拉，位於朗布爾专区的迪納傑布爾縣。。

## 人口
據1991年孟加拉國人口普查，巴爾博蒂布爾共有戶數53,146戶，人口270904人。其中男性佔比51.46%，女性佔比48.54%；成年人口139,294人。該地7歲以上人口之平均識字率為29.7%。